# Делигсен
Делигсен (њем. Delligsen) општина је у њемачкој савезној држави Доња Саксонија. Једно је од 32 општинска средишта округа Холцминден. Према процјени из 2010. у општини је живјело 8.460 становника. Посједује регионалну шифру (AGS) 3255008.

## Географски и демографски подаци
Делигсен се налази у савезној држави Доња Саксонија у округу Холцминден. Општина се налази на надморској висини од 191 метра. Површина општине износи 36,0 km². У самом мјесту је, према процјени из 2010. године, живјело 8.460 становника. Просјечна густина становништва износи 235 становника/km².